# Hans L’Arronge
Hans L’Arronge (* 18. Januar 1874 in Berlin; † 17. Juli 1949 ebenda) war ein deutscher Schriftsteller.

## Leben
Als Sohn des Bühnenschriftstellers und Theaterleiters Adolph L’Arronge studierte er an der Universität Berlin und promovierte 1897 zum Dr. phil. an der Universität Jena. Ab 1897 war er als Regisseur und Dramaturg am Berliner Theater, ab 1898 als Dramaturg am Lessingtheater in Berlin tätig. Seit 1899 erteilte er auch praktischen dramatischen Unterricht. Von 1912 bis 1917 war er der Leiter der Schauspielschule am Stern’schen Konservatorium. Ab 1928 lebte er zeitweilig in Jena, kehrte aber in den 1930er Jahren nach Berlin zurück. Er verfasste eine Anzahl Romane und zahlreiche, zum Teil ungedruckte Bühnenstücke. Maximilian Harden schrieb dazu in der Gegenwart: „Die Schnelligkeit, womit der junge L’Arronge immer wie gerufen aus den Kulissen tänzelt, scheint das einzige Talent, das er von seinem Papa geerbt hat.“
Seine letzte Ruhestätte fand er auf dem Südwestkirchhof Stahnsdorf.

## Schriften
- Zwei Novellen, Berlin 1895
- Goethe bei Saureur, Dramatischer Scherz, Berlin 1896
- Aristoteles als Menschenkenner, Jena 1897 (Diss.)
- Vor der Ehe, Schauspiel, Berlin 1897
- Hochzeitsreise, Schwank in 3 Akten, Berlin 1898
- Das alte Kind, Schauspiel in 5 Akten, Berlin 1899
- Die Botschaft, Lustspiel in 4 Akten, Berlin 1900
- Die Autorität, Lustspiel in 3 Akten, Berlin 1900
- Das Stärkere, Schauspiel in 4 Akten, Berlin 1902
- Otto der Faule, Lustspiel (1903)
- Der Prügeljunge, Versspiel (1904)
- Allein, Komödie (1904)
- Harmonie, Komödie (1904)
- Unter Brüdern, Komödie in 3 Akten, Berlin 1905
- Vergangenheit, Roman, Berlin 1906
- Bergauf-bergab : Lebensbild eines Bankiers, Berlin 1908
- Griseldis, Dramatisches Gedicht in 4 Aufzügen, Berlin 1908
- Bis zum Wahnsinn, Roman, Berlin 1909
- Platos Schuler, Komödie in 4 Akten, Berlin 1910 (mit Walter Turszinsky)
- Die Macht der Blonden, Roman, Berlin 1911
- Peter Schlehmil, Schauspiel in 3 Akten (nach Adelbert von Chamisso), Berlin 1912
- Verliebte Leute, Ein heitere Geschichte aus dem Berliner Leben, Berlin 1912
- Nerven, Lustspiel (1912)
- Goldene Männer, Roman, Berlin 1913
- Das rote Tuch, Lustspiel (1916)
- Meister Hildebrand, Schauspiel (1916)
- Zwei Wege, Roman, Leipzig 1919
- Bettys Talent, Lustspiel (1919)
- Spiel im Grünen, Komödie (1927)
- Erlösung vom Ich, Schauspiel (1930)